# إيفان لوكيانوف
إيفان لوكيانوف هو لاعب كرة قدم روسي في مركز الهجوم، ولد في 27 ديسمبر 1990. لعب مع نادي فولغا نيجني نوفغورود.

## وصلات خارجية
- إيفان لوكيانوف على موقع قاعدة بيانات كرة القدم.إي يو (الإنجليزية)
- إيفان لوكيانوف على موقع Soccerway.com (الإنجليزية)